# Adolf Franke (Paläontologe)
Adolf Franke (* 17. August 1860 bei Ettischleben; † 19. Juni 1942 in Arnstadt) war ein deutscher Pionier der Mikropaläontologie.
Franke war der Sohn eines Kantors und Realschullehrers, wuchs in Ettischleben auf, besuchte das Lehrerseminar in Sondershausen und war ab 1885 Lehrer an der Bürgerschule in Arnstadt. Ein angestrebtes naturwissenschaftliches Studium konnte er nicht absolvieren, hörte aber drei Semester als Gasthörer an der Universität Jena unter anderem bei Ernst Haeckel. Er war Lehrer in Gehren und Neusalz an der Oder, an der höheren Mädchenschule in Luckenwalde und ab 1899 in Dortmund als Oberlehrer und später Studienrat an der städtischen höheren Mädchenschule und an der Lehrerinnen-Bildungsanstalt. 1923 ging er in Pension und zog wieder nach Thüringen (Arnstadt). Er wollte damals in Münster sein naturwissenschaftliches Studium nachholen, musste dann aber aus finanziellen Gründen darauf verzichten.
In Dortmund stand er ab 1903 in Verbindung mit den kartierenden Geologen der Preußischen Geologischen Landesanstalt. Er veröffentlichte Aufsätze über fossile Foraminiferen und Ostrakoden vor allem der Oberkreide  Westfalens und erfand die noch heute benutzten Franke-Zellen zur Aufbewahrung von Mikrofossilien.
Er stand mit dem US-amerikanischen Mikropaläontologen Joseph Augustine Cushman in Briefverkehr. Zu seiner Zeit wurde die Mikropaläontologie in Deutschland noch vernachlässigt, während sie in den USA aufgrund der Erdölsuche einen Aufschwung erlebte.
1939 wurde er Ehrendoktor der Universität Jena sowie Ehrenmitglied im Thüringischen Geologischen Verein. Er war langjähriges Mitglied des Naturhistorischen Vereins in Dortmund. Seine Sammlung ist an der Martin-Luther-Universität Halle-Wittenberg. Weiteres Typenmaterial ist in der Sammlung der Bundesanstalt für Geowissenschaften und Rohstoffe in Berlin-Spandau und Foraminiferen der pommerschen Kreide in Greifswald.

## Schriften
- Die Präparation von Foraminiferen und anderen mikroskopischen Tierresten, in K. Keilhack, Lehrbuch der praktischen Geologie, Mineralogie und Paläontologie, Enke, 4. Auflage 1922, S. 509–533
- Die Foraminiferen der Pommerschen Kreide, Abh. Paläont. Inst. Univ. Greifswald, Band 6, 1925, S. 2–96
- Neuere Erfahrungen mit der Aufbewahrung und Präparation von Mikrofossilien, Paläontologische Zeitschrift, Band 9, 1927, S. 109–111
- Die Foraminiferen der Oberen Kreide Nord- und Mitteldeutschlands, Abh. Preuß. Geolog. Landesanstalt, N.F., Band 111, 1928, S. 1–207
- Die Foraminiferen des deutschen Lias, Abh. Preuß. Geolog. Landesanstalt, N.F., Band 169, 1936, S. 1–138